# Serowe Palapye
Serowe Palapye é um subdistrito de Botswana localizado no Distrito Central que possuía uma população estimada de 180 500 habitantes em 2011. Conta com duas cidades, Serowe e Palapye, e 42 vilas.